# Ölkreidebergwerk Heide

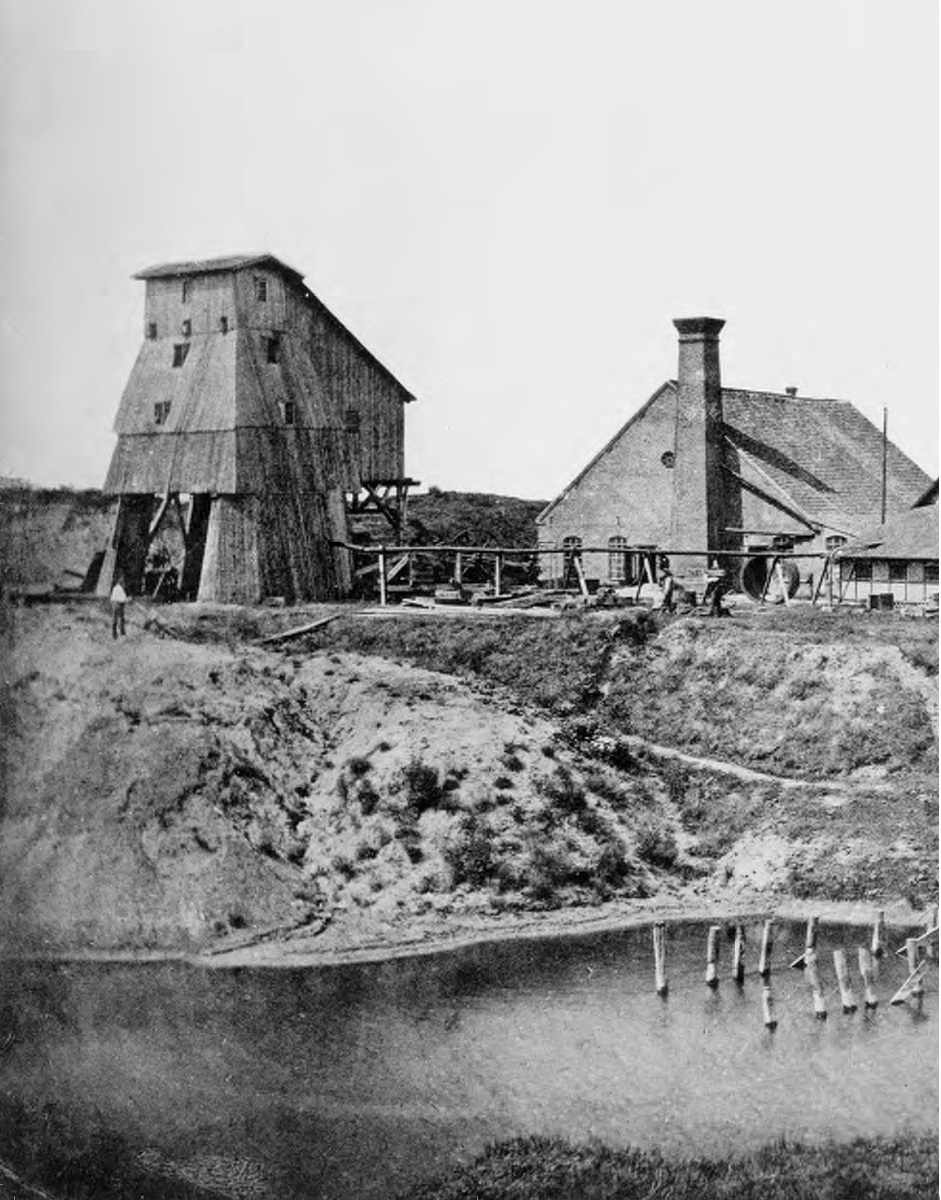
Ölkreidebergwerk Heide, 1882

Das Ölkreidebergwerk Heide ist ein ehemaliges Bergwerk bei Heide in Dithmarschen, Schleswig-Holstein.

## Geschichte
Der Bauer Reimers aus Hemmingstedt grub im Frühjahr 1856 auf seinem Flurstück, das „Hölle“ hieß, nach einer Wasserquelle für sein Vieh. Er stieß in 5,7 Meter Tiefe auf Asphalt. Der Geognost und Unternehmer Ludwig Meyn (1820–1878) aus Uetersen bohrte tiefer und fand in 25 m Tiefe Erdöl. Es ließ sich für den Betrieb von Petroleumlampen raffinieren und erhielt auf der Londoner Weltausstellung 1862 eine Auszeichnung. Bei weiteren Bohrungen in 147, 282 und 360 m Tiefe bis 1874 wurde kein flüssiges Erdöl, aber Schichten mit Ölkreide mit einem durchschnittlichen Ölgehalt von 16 Prozent vorgefunden. Rudolf Alexander Meyn gründete die „R. A. Meyn Holsteinische Oelgruben Commandit-Gesellschaft“. Ab 1880 wurde die Ölkreide bergmännisch abgearbeitet. Im Ersten Weltkrieg pausierte der Betrieb. 1919 ließ die „Deutsche Petroleum-Aktiengesellschaft“ einen 100 m tiefen Förderschacht anlegen, der ab 1921 förderte. Hierzu baute man zusätzlich eine Kalksandsteinfabrik. Die Gesamtbelegschaft betrug 225. Im April 1922 kam es zu einem Großfeuer an den oberirdischen Gebäuden. Am 16. Juni 1924 ereignete sich im Bergwerk eine Explosion, bei der zwei Arbeiter umkamen. Am 10. März 1926 kamen bei einem schweren Grubenunglück vier Bergarbeiter um. Im April 1926 fehlten der DPAG die finanziellen Mittel. 600 Beschäftigte wurden arbeitslos. Im Mai 1932 wurde das Bergwerk stillgelegt und geflutet.
In der der Zeit des Nationalsozialismus sollte Deutschland unabhängiger von ausländischen Importen werden. Am 30. September 1934 begann die Schachtsümpfung. Bei weiteren Bohrungen fand man Öl. 1937 schloss die Reichsmarine mit der DPAG einen Vertrag über die regelmäßige Lieferung von Heiz- und Dieselöl. Ab Herbst 1939 wurden zusätzlich mehrere hundert „Fremdarbeiter“ eingesetzt und schließlich 150 Wachen. Das „Erdölfeld Heide“ erreichte Ende 1940 eine Förderung von 231.349 Tonnen Rohöl. Im Juni 1942 nahm die Raffinerieanlage Topp II den Betrieb auf. Ein Bombenangriff am 18. Juli 1944 beendete die ungestörte Ölkreideförderung. Bis zum Ende des Krieges zählt man 2600 Bombeneinschläge. 1946 wurde die Förderung unter britischer Besatzung wieder aufgenommen. 1949 legten die Erdölwerke einen Plan zur endgültigen Stilllegung des Ölkreidebergwerkes vor. 
Die Ölförderung ging jedoch auf andere Weise weiter. Im Juli 1951 wurde man bei Hochwöhrden bei einer Bohrung in 2000 m Tiefe fündig. Mit der Aufschlussbohrung „Mittelplate 1“ wurde im Sommer 1980 vor der Küste Dithmarschens ein Vorkommen von etwa 75 Millionen Tonnen Erdöl vorgefunden; die Förderung begann Ende 1984.
Im Sommer 2010 verkaufte Shell die Raffinerie in Hemmingstedt an die Klesch Group mit Sitz in London.